# Jaime Gilinski Bacal
Jaime Gilinski Bacal (Cali, Valle del Cauca, Colòmbia, 14 de desembre de 1957) és un banquer, empresari i constructor colombià. És propietari del Gilinski Group, un dels conglomerats d'empreses més grans de Colòmbia. Gilinski es va llicenciar en Enginyeria industrial a l'Institut de Tecnologia de Geòrgia el 1978, amb un mestratge en administració de negocis a l'escola de negocis Harvard el 1980.
Segons la revista Forbes, és el segon home més ric de Colòmbia, i es troba entre els cinc-cents homes més rics del món; el seu patrimoni és de 3.100 milions de dòlars. Gilinski actualment resideix a Londres, Regne Unit. És un dels principals accionistes del Banc Sabadell.